# Waunarlwydd
Waunarlwydd est un village et une communauté de la cité et comté de Swansea, au pays de Galles.

## Géographie
Waunarlwydd est situé à 7 km au nord-ouest du centre-ville de Swansea.
Il est détaché de la communauté de Cockett en 2022.